# 吉爾克里斯特 (伊利諾伊州富爾頓縣)
吉爾克里斯特（英語：Gilchrist）是位於美國伊利諾伊州富爾頓縣的一個非建制地區。該地的面積和人口皆未知。

## 地理
吉爾克里斯特的座標為40°38′50″N 90°02′23″W / 40.64722°N 90.03972°W，而該地的平均海拔高度為232米（即761英尺）。